# Леон Валрас
Леон Валрас (фр. Marie-Esprit-Léon Walras; Евре, 16. децембар 1834 — Монтре, 5. јануар 1910) је био француско-швајцарски економиста за кога је Јозеф Шумпетер рекао да је “највећи од свих економиста“.
Валрасов отац такође је био економиста и знатно је утицао на свог сина: да се бави економском теоријом, да прихвати субјективну теорију вредности и оријентацију на математичку економији, али и социјалистима блиске погледе на опорезивање, земљишно власништво и слично.
Од 1870. године предаје на универзитету у Лозани и са Паретом ствара Лозанску школу. 1874. године издаје главно дело – Елементи чисте економије – са којим се уврстио међу основаче маргиналистичке револуције, заједно са Карлом Менгером и Стенлијем Џевонсом, која је утемељила савремену економску теорију.
Најважнији допринос Валраса је теорија опште равнотеже, која је и данас, у усавршенијем облику, основни концепт економске теорије. Пре Валраса није уложен већи труд да се покаже како се цела економија са много тржишта држи заједно и достиже равнотежу. Валрас је то покушао и учинио прве важне кораке на путу којим ће касније, тек половином XX века, поћи Жерар Дебре и Кенет Ароу и решити преостале проблеме јединствености и стабилности решења.
У првом кораку Валрас је изградио систем симултаних једначина да опише економију, што је велико достигнуће. Затим је показао да систем може бити решен за цене и количине пошто су број једначина и број непознатих једнаки. Та демонстрација да цене и количине могу бити јединствено одређене је свакако један од великих доприноса Валраса.
Други корак проистиче из Валрасове спознаје да чињеница да његов систем може бити решен за равнотежно стање не гарантује да ће се до њега и доћи. Стога је увео тзв. "tâtonnement" (фра. тражење у мраку) процес који ће систем довети у равнотежу. Tâtonnement је процес покушаја и грешака у коме аукционар извикује цену, а потенцијални купци извикују колико робе по тој цени желе да купе. Уколико се тражња и понуда не поклопе, поступак се понавља све до достизања ранотеже.
Пошто је живео далеко од великих економских центара и пошто Елементи задуго нису објављени на енглеском, Валрас није био цењен међу савременицима. Током 1890-тих година појавила се и сенилност, која је била праћена усамљеношћу и незадовољством због осећаја потцењености. Тек је XX век одао пуно признање Леону Валрасу.